# Nómadas (radio)
Nómadas es un programa de Radio Nacional de España (RNE) que plantea recorridos sonoros por diversos rincones del planeta. Se emite los sábados a las 7 horas (hora peninsular española) por Radio Nacional y Radio 5 Todo Noticias.

## Formato
Nómadas se presenta como un recorrido sonoro por una ciudad, una región o un país del mundo. El programa plantea cada semana un viaje virtual por el destino elegido con una compleja recreación de ambientes y sensaciones. Su espina dorsal es una amplia narración en presente: tres voces guían y describen el recorrido, el lugar, sus calles, sus hitos, museos, monumentos, eventos y curiosidades. No hay tiempos muertos: la estructura es muy fragmentada y ninguno de sus segmentos dura más de tres o cuatro minutos. La producción se completa con pasajes musicales y breves entrevistas a personajes vinculados a cada sitio.

## Secciones
- Ficha de destino (ubicación geográfica)
- Una mirada al pasado (historia)
- A vista de pájaro (descripción de la ciudad desde el aire)
- A mesa puesta (gastronomía local)
- Negro sobre blanco (literatura)
- La postal (descripción de una escena o una fotografía poco convencional)
- Una vuelta por el dial (zapping por las radios del lugar)
- Viaje en 35 milímetros (cine ambientado en el destino)
- Recomendaciones básicas (consejos prácticos, burocráticos y de seguridad)
- Agencia de viajes (presupuesto del viaje tal y como se ha narrado)
- Cuaderno de viajes (sección de participación de los oyentes)

## Historia
La primera emisión (que estuvo dedicada a la ciudad de Estambul) tuvo lugar el 6 de septiembre de 2008, coincidiendo con el arranque de la nueva programación de la cadena. Antes de la sintonía, y como declaración de intenciones, el equipo puso en antena el siguiente fragmento del libro del astrónomo estadounidense Carl Sagan Un punto azul pálido.

Desde este privilegiado punto de vista la Tierra no parece tener ningún interés. Pero para nosotros es distinto. Vuelve a mirar ese punto. Eso es aquí. Eso es nuestra casa. Eso somos nosotros. Sobre él está toda la gente a la que amas, todos tus conocidos, todo aquél del que alguna vez oíste hablar. Todo ser humano que ha existido ha pasado su vida allí. El conjunto de nuestros gozos y sufrimientos, miles de religiones verdaderas, ideologías y doctrinas económicas. Todo cazador y recolector, todos los héroes y los cobardes, todo creador y destructor de civilizaciones, todo rey y campesino, todos los jóvenes enamorados, toda madre y padre, niños, inventor y explorador, todo profesor de ética, todos los políticos corruptos, todos los famosos, todos los líderes supremos, todo santo y pecador de la historia de nuestra especie ha vivido allí. En una mota de polvo suspendida en un rayo de sol. La Tierra es un pequeñísimo escenario en un enorme campo del cosmos.

Nómadas ha emitido desde lugares tan variopintos como un trineo de perros en marcha en la Laponia finlandesa, un campo minado en la zona controlada por la RASD en el Sáhara Occidental, las catacumbas de París o un viñedo en la ladera de un monte de Stuttgart. El programa también plantea viajes sonoros a destinos poco practicables o directamente inalcanzables, como es el caso de La Antártida o la Estación Espacial Internacional.
En el verano de 2014 el programa dio el salto a la pequeña pantalla con una serie de reportajes producidos conjuntamente con el espacio radiofónico y emitidos en el Canal 24 Horas de Televisión Española.
El 28 de diciembre de ese mismo año emitió un programa dedicado a la ficticia isla de Sadamon (Nómadas escrito al revés) con motivo del Día de los Inocentes.
En la undécima temporada (2018-2019) el programa adoptó un formato de media hora con dos emisiones semanales. También cambió de sintonía y empezó a incluir destinos nacionales. En la siguiente temporada regresó al formato y duración originales.

## Equipo

### Equipo actual
- Álvaro Soto, director y presentador
- Carmen Zujeros, productora

## Destinos visitados
Estos son algunos de los destinos emitidos: Estambul, Ámsterdam, Zanzíbar, Atenas, Yunnan, Dublín, México, Nueva Zelanda, Ecuador, Jerusalén, San Francisco, Berlín, Marrakech, Tokio, Tiflis, Islandia, El Cairo, Macedonia Occidental, Buenos Aires, Sicilia, Varsovia, Río de Janeiro, Borneo, Oporto, Moscú, Ciudad del Cabo, Edimburgo, Quebec, Laponia, Bombay, Jamaica, Dakar, Budapest, Nueva York, Sídney, Bruselas, Dubái, París, Zagreb, Tahití, Suttgart, Vilnius, Antártida, Lisboa, La Habana, Damasco, Poitou Charentes, Ciudad de Panamá, Cabo Verde, Estocolmo, Ginebra, Bangkok, Tallin, Chicago, Chipre, Lhasa, Santiago de Chile, Sáhara, Guinea Ecuatorial, Alaska, Perú, Mozambique, São Paulo, la Estación Espacial Internacional, Hong Kong, Sofía, etc.